# Екатерина Михайловна
Екатерина Михайловна (на руски: Екатерина Михайловна, Jekaterina Michailowna; 28 август 1827 – 12 май 1894) е велика руска княгиня, внучка на император Павел I.

## Живот
Родена е на 28 август 1827 г. в Санкт Петербург. Тя е третата дъщеря на великия руски княз Михаил Павлович (1798 – 1849) и принцеса Шарлота Вюртембергска (1807 – 1873). Баща ѝ, великият княз Михаил Павлович е най-малкият син на император Павел I и София Доротея Вюртембергска.
На 6 февруари 1851 великата княгиня Екатерина Михайловна се омъжва в Санкт Петербург за херцог Георг Август фон Мекленбург-Щрелиц (1824 – 1876), който е втори син на великия херцог на Мекленбург-Щрелиц, Георг Фридрих (1779 – 1860), и принцеса Мария фон Хесен-Касел (1796–1880), дъщеря на ландграф Фридрих фон Хесен-Касел.
Екатерина Михайловна умира на 12 май 1894 г. на 66 години в Санкт Петербург. Децата ѝ наследяват Михайловския дворец и двореца Ораниенбаум, както и Каменния остров.

## Деца
Екатерина Михайловна и Георг Август имат пет деца:
- Николай (1854)
- Хелена (1857 – 1936)
- Георг Александър (1859 – 1909)
- Мария (1861 – 1861)
- Карл Михаил (1863 – 1934)